# State of My Head
«State of My Head» es una canción de la banda de rock estadounidense Shinedown. Fue lanzado el 9 de octubre de 2015 como el segundo sencillo del quinto álbum de estudio Threat to Survival (2015). La canción alcanzó el número 1 en la lista Billboard Mainstream Rock, su décimo sencillo en hacerlo.

## Estilo musical
James Chrisopher de AllMusic describió la canción como una desviación del post-grunge, encontrando que es una "amalgama elegante de electropop y rock alternativo vintage".

## Posicionamiento en lista
| Lista (2015–16)                      | Posición |
| ------------------------------------ | -------- |
| Estados Unidos (Alternative Airplay) | 25       |
| Estados Unidos (Mainstream Rock)     | 1        |